# (4099) Wiggins
(4099) Wiggins es un asteroide perteneciente al cinturón de asteroides, descubierto el 13 de enero de 1988 por Henri Debehogne desde el Observatorio de La Silla, Chile.

## Designación y nombre
Designado provisionalmente como 1988 AB5. Fue nombrado Wiggins en honor al científico estadounidense Patrick Wiggins.